# Hello and Welcome
Hello and Welcome е самостоятелен сингъл на немската ню ейдж/електронна група Енигма, издаден на 10 март 2006 от Virgin Records.
Андрю Доналдс, който пее в последните два албума на групата „The Screen Behind the Mirror“ и „Voyageur“, осигурява вокалите за този самостоятелен сингъл. Първоначално се вярва, че тази песен както и Turn Around няма да бъде включена в нито един студиен албум, но в крайна сметка преработена версия на песента е включена в албума „A Posteriori“ от септември 2006. „Hello and Welcome“ е използвана като входната музика на немския боксьор Феликс Щурм.
По информация на мениджърската компания на Енигма Crocodile Music сингълът първоначално трябва да излезе октомври 2005, но датата се изместа на 25 ноември 2006, ден преди двубоят на Щурм с Маселино Масо за Световната титла по бокс. Поради травма, получена няколко седмици преди важния мач, датата за излизането на песента е изместена още по-назад чак на 10 март 2006, ден преди новоназначената среща.
На 7 ноември 2005, видеото към песента е поместено на LAUNCHcast, уеб сайт собственост на Върджин Рекърдс Германия. Клипът показва кадри от тренировката на Щурм, както и моменти от негови предишни мачове. Въпреки това, два дена по-късно Върджин обявяват забавянето на официалното издаване на песента и премахват видеото от страницата си.
Едва на новата официална дата на издаване клипът е сложен на официалната страница на Енигма.

## Песни
1. Hello and Welcome (radio edit) – 3:39
2. Hello and Welcome (thunderstorm mix) – 6:09
3. Hello and Welcome (after the storm mix) – 6:28
4. Hello and Welcome (video) – 3:20